# حوبتي (مسلسل)
تعيش " غرام " حياة وردية مع زوجها ثنيان ، إلا أن خيانات مخبأة بدأت تظهر و تنكشف لغرام ، فيحاول ثنيان مع حبه القديم " حنان " التلاعب بمشاعر غرام و اقناعها بأنها مجنونة و أن كل ما تراه هو مجرد خيال ، إلى أن تدخل غرام في حالة نفسية و تجن بالفعل .
من تأليف عبد الله الرومي ، و إخراج حاتم حسام الدين

## الشخصيات:
- إلهام الفضالة: غرام
- شهاب جوهر: ثنيان
- أسمهان توفيق: حصة
- غدير السبتي: حنان
- إيمان فيصل: بدور
- رندا حجاج: نورة
- منصور البلوشي: مشاري
- غدير زايد: هند